# 향단전
《향단전》은 2007년 9월 3일부터 2007년 9월 4일까지 방영된 MBC 특집드라마이다.
이 드라마는 고전소설 《춘향전》을 기본 모티브로, 《심청전》, 《홍길동전》, 《장화홍련전》 등 다양한 고전을 조합하고, 더불어 《허준》, 《프리즌 브레이크》 등 다른 드라마를 패러디한 퓨전 코미디 사극이다.

## 등장 인물

### 주요 인물
- 서지혜 : 향단 역
- 최시원 : 이몽룡 역
- 이지수 : 춘향 역
- 방은희 : 월매 역

### 향단의 주변 인물
- 정한헌 : 심학규 역
- 임현식 : 허준 역
- 김세아 : 석호순 역 - 향단의 옥사 동기
- 김동현 : 석호필 역 - 석호순의 동생

### 몽룡의 주변 인물
- 허정민 : 방자 역
- 김광규 : 홍길동 역

### 춘향의 주변 인물
- 이성민 : 변학도 역

### 그 외 인물
- 진선미

## 시청률
| 회차  | 방송일         | TNmS 시청률    | AGB 시청률     |
| 회차  | 방송일         | 대한민국(전국) | 대한민국(전국) |
| ----- | -------------- | -------------- | -------------- |
| 제1회 | 2007년 9월 3일 | 7.7%           | 7.2%           |
| 제2회 | 2007년 9월 4일 | 6.4%           | 5.9%           |